# Kairi Chanel
| Recensione | Giudizio |
| ---------- | -------- |
| AllMusic   | [ 1 ]    |
| XXL        | [ 2 ]    |
| HipHopDX   | [ 3 ]    |

Kairi Chanel è il decimo mixtape del rapper statunitense Dave East, pubblicato nel 2016 dalla Mass Appeal. Il titolo è una dedica alla figlia.

## Descrizione
Mixtape crudo e incongruente che mostra tutto il potenziale dell'artista proveniente da Harlem e gli procura scomodi paragoni con leggende newyorkesi quali Nas, Jay-Z e Notorious BIG, esce poco prima della firma di East con la Def Jam ed è erroneamente considerato come l'album d'esordio del rapper. Secondo HipHopDX, «l'approccio schietto di Dave East al rapping gli garantisce di proseguire [nel gioco] per anni e di decidere se fare un lavoro underground o commerciale», suggerendo che Kairi Chanel punta a fare breccia nelle classifiche. Alcune delle performance degli ospiti sono apprezzate dalla critica specializzata. It Was Written è un omaggio all'album omonimo di Nas.

## Tracce
1. It Was Written (Intro) – 4:12 – Mr. Authentic
2. Type of Time – 5:56 – Cardo
3. Again – 3:29 – Rich Icy, Money Montage
4. Can't Ignore (featuring 2 Chainz) – 4:01 – Cardo
5. From the Heart (featuring Sevyn Streeter) – 4:11 – Buda & Grandz
6. 30 Niggaz – 4:44 – Buda & Grandz
7. Keisha – 4:23 – Mr. Authentic
8. Eyes On Me (featuring Fabolous) – 6:23 – Phonix Beats
9. S.D.E. (featuring Cam'ron) – 3:40 – Mr. Authentic
10. Don Pablo – 2:22 – Tha Jerm
11. The Only Thing – 3:43 – Mark Henry
12. The Real Is Back (featuring Beanie Sigel) – 4:24 – Beanie Sigel
13. Slow Down (featuring Jazzy Amra) – 4:08 – Cardo
14. Don't Shoot – 4:00 – Triple A

Traccia bonus su iTunes e Apple Music
1. Bad Boy On Death Row (featuring The Game) – 4:26 – Buda & Grandz, Drumz & Rosez

## Classifiche settimanali
| Classifica (2016)         | Posizione massima |
| ------------------------- | ----------------- |
| Stati Uniti               | 38                |
| US Digital Albums         | 5                 |
| US Independent Albums     | 11                |
| US Top Rap Albums         | 2                 |
| US Top R&B/Hip-Hop Albums | 3                 |